# گنجشک نوک‌طوطی
گنجشک نوک‌طوطی (نام علمی: Passer gongonensis) نام یک گونه از سرده گنجشک‌های راستین است.